# Pissarro – Der Vater des Impressionismus

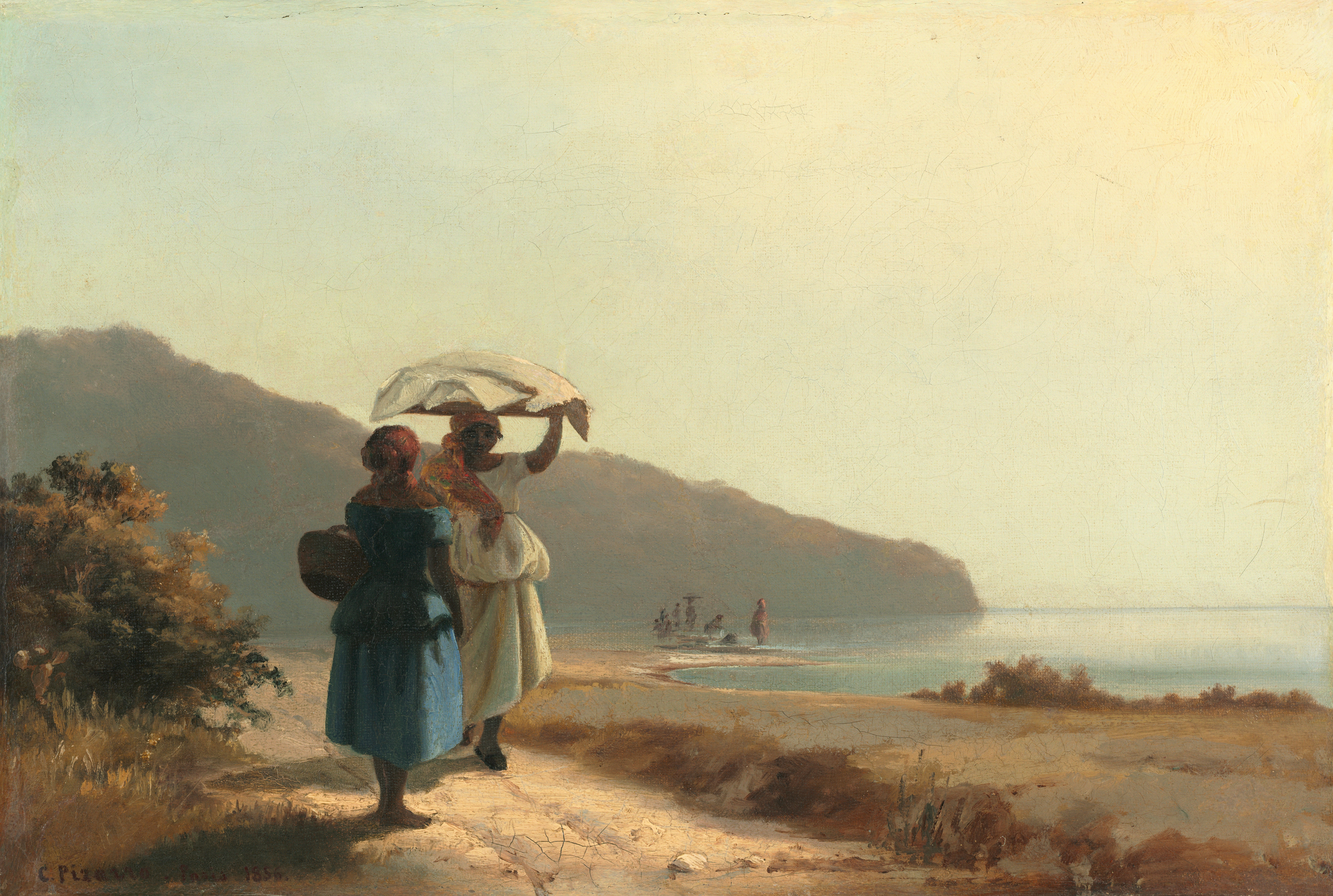
Zwei Frauen am Meer ins Gespräch vertieft, St. Thomas, Frühwerk vor der Hinwendung zum Impressionismus 1856

Die Sonderausstellung Pissarro – Der Vater des Impressionismus fand in der Zeit vom 14. Oktober 2014 bis 22. Februar 2015 im Von der Heydt-Museum in Wuppertal statt.
Die Ausstellung gehört zu einer Reihe von Ausstellungen zur Kunst des Impressionismus, die das Von der Heydt-Museum unter seinem Direktor Gerhard Finckh in den letzten Jahren zeigte, darunter zu Renoir (2007/08/), Monet (2009/10), Bonnard (2010/11) und Sisley (2011).

## Ausstellung
Der französische Maler Camille Pissarro (1830–1903) gilt als Vater des Impressionismus, der in einer späteren Schaffensphase für rund zwei Jahre auch Werke des Pointillismus schuf aber wieder zur impressionistischen Malerei zurückkehrte. Die Entwicklung seines Werks, von Studienskizzen seiner Kunstausbildung über seine frühe Salonmalerei, seiner Hinwendung zum Impressionismus und das Alterswerk in Form der Darstellung umfangreicher Stadtlandschaften Pariser Boulevards wurde im Rahmen der Ausstellung anhand von 64 Gemälden und 61 Grafiken dargestellt.
Der Schwerpunkt lag auf den Land- und Stadtlandschaften sowie den Eindrücken der in Frankreich so wichtigen Häfen, die er im Laufe seines Lebens schuf. Dabei wurden die ersten Bilder noch während einer Reise mit seinem Künstlerfreund Fritz Melbye in Südamerika und seinem Geburtsort Saint Thomas geschaffen, während die letzten dann in der Normandie entstanden. Im Rahmen der Ausstellung wurden rund 50 weitere Bilder von Paul Cézanne, Jean-Baptiste Camille Corot, Gustave Courbet, Paul Gauguin, Vincent van Gogh, Édouard Manet, Claude Monet und weiteren Künstlern dieser Epoche präsentiert. Die Arbeiten von Pissarro waren immer geprägt von seiner Verbundenheit des Impressionisten‐Kreises mit Cézanne, Monet, Pierre-Auguste Renoir und Alfred Sisley, die ebenfalls als bedeutende Künstler dieser Epoche zu sehen sind.
Die Ausstellung hatte mehr als 90.000 Besucher und war damit die dritterfolgreichste des Von der Heydt-Museums in den vergangenen zehn Jahren. Rund 2000 Führungen wurden gebucht.

Impressionen bei der Ausstellungseröffnung am 10. Oktober
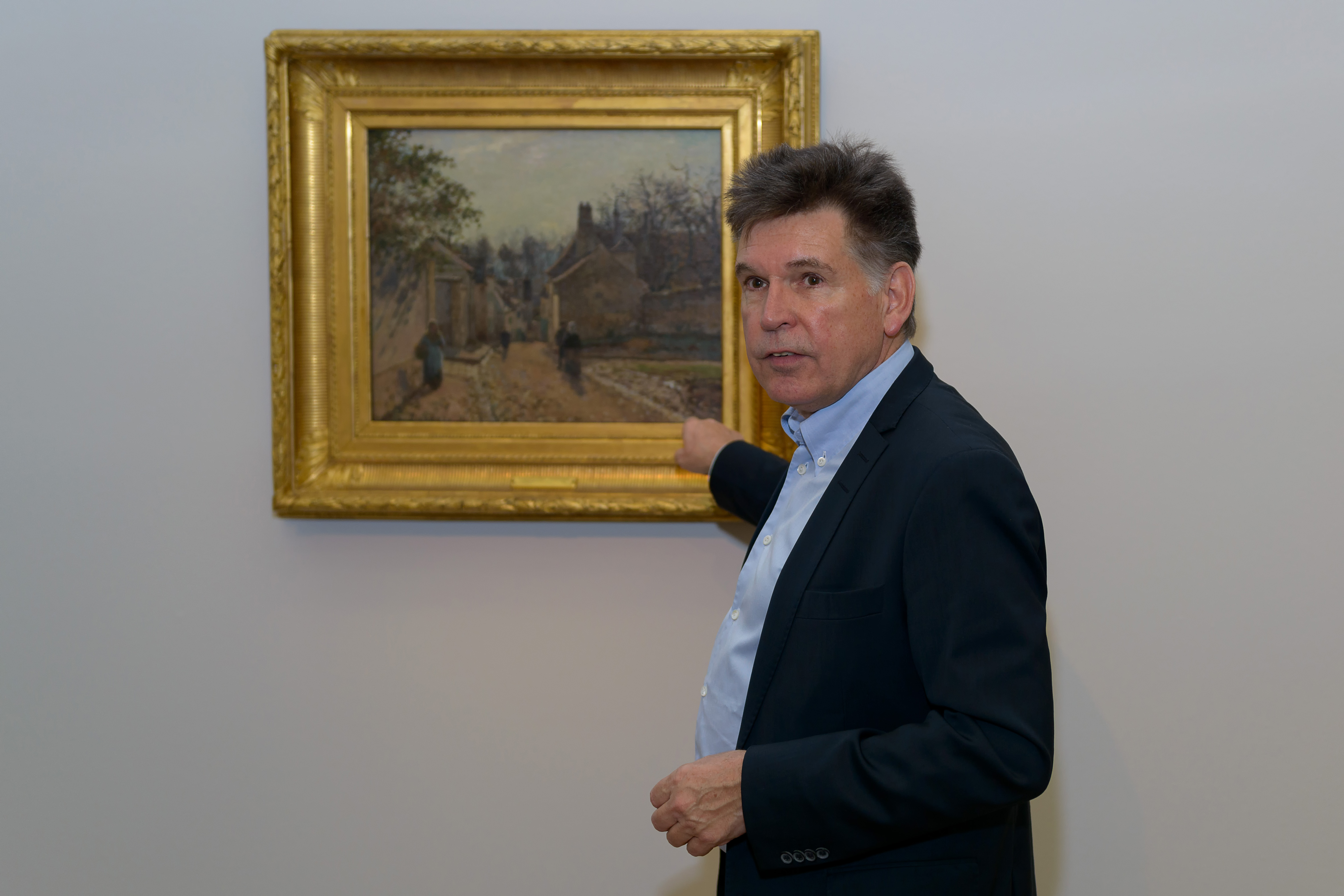
Museumsdirektor Gerhard Finckh
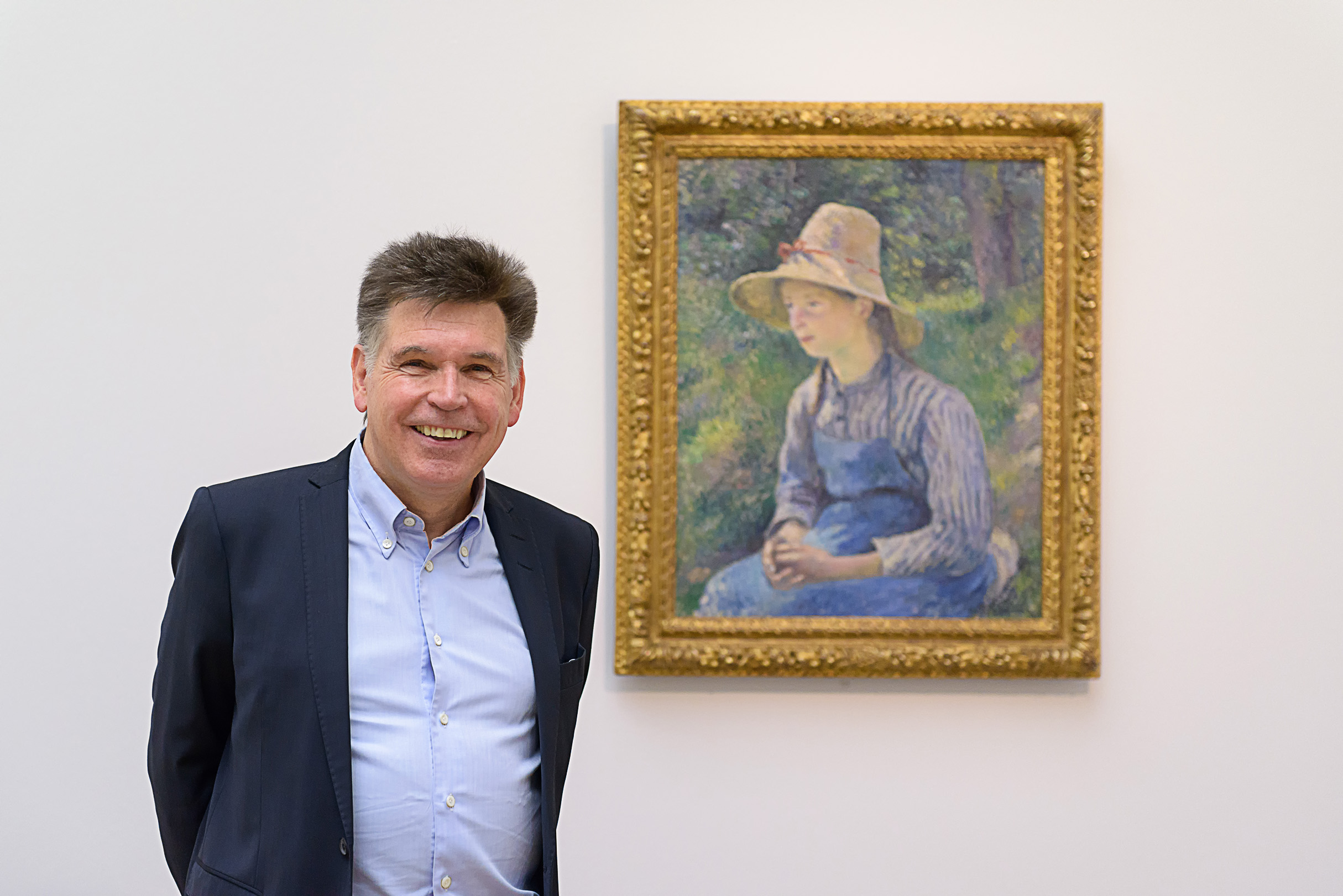
Museumsdirektor Gerhard Finckh
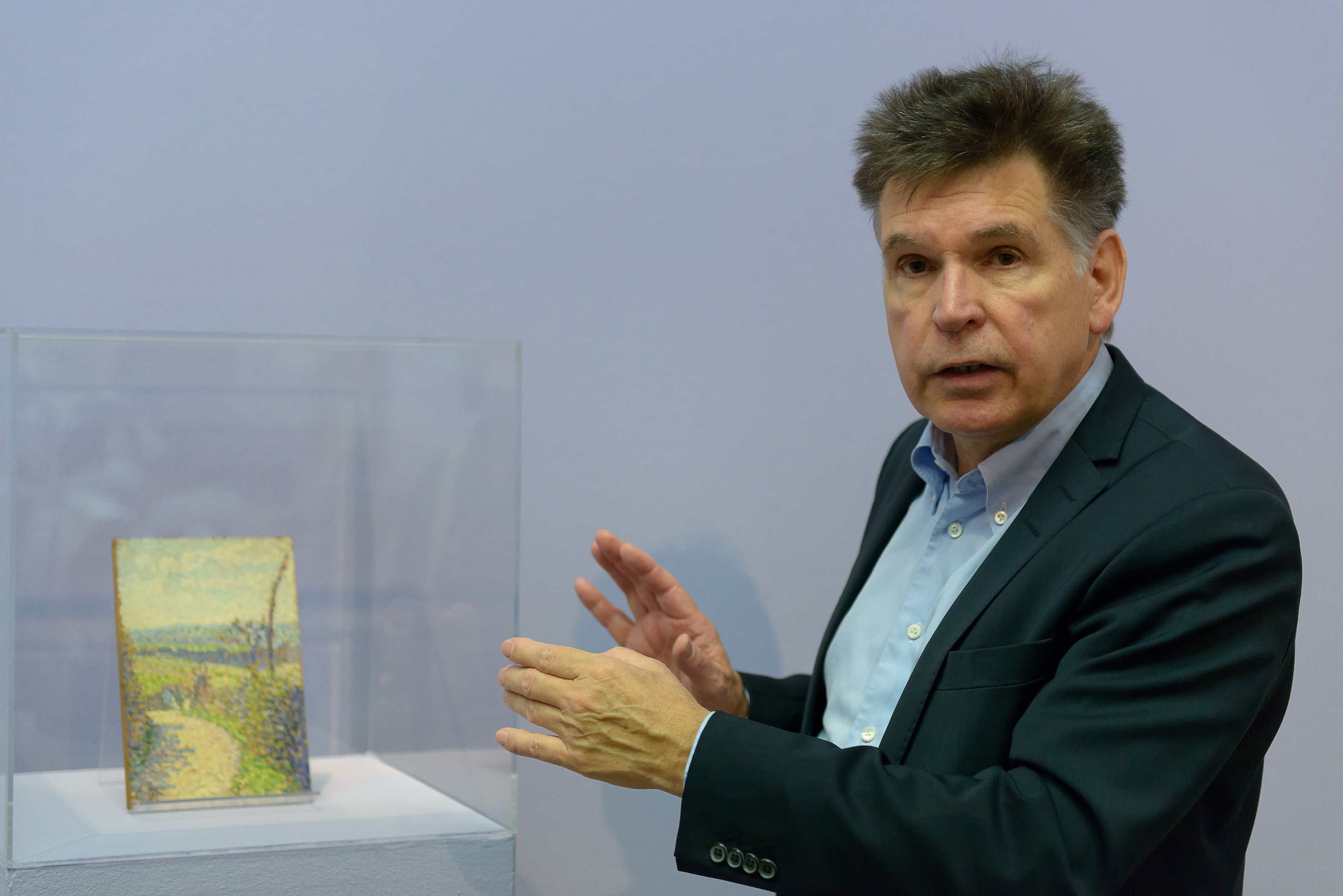
Museumsdirektor Gerhard Finckh
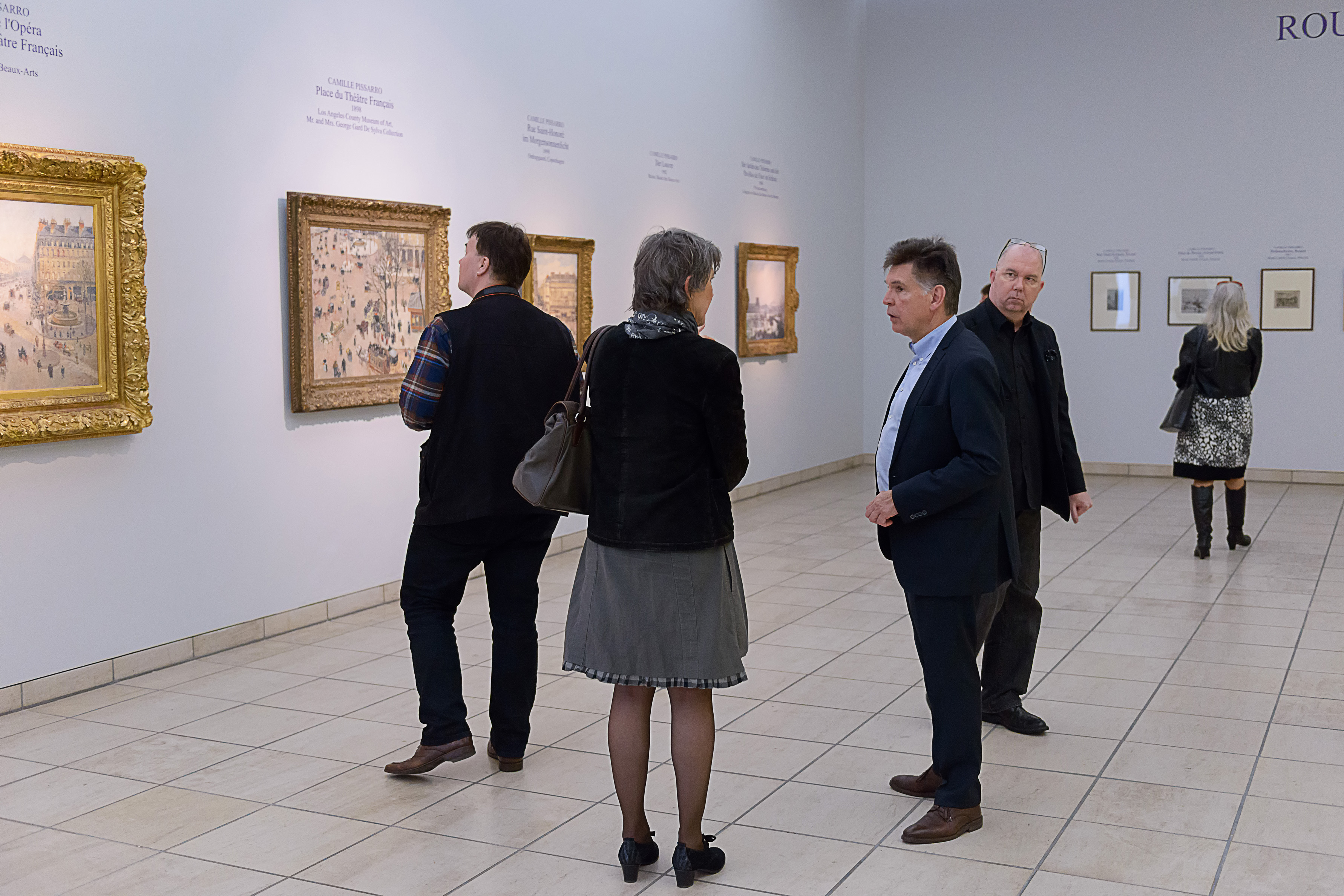
Museumsdirektor Gerhard Finckh mit Vertretern der Presse